# John Michael Uhrich
Pour les articles homonymes, voir Uhrich.
John Michael Uhrich, personnalité politique canadienne, fut Lieutenant-gouverneur de la province de la Saskatchewan de 1948 à 1951.